# Ý điển
Trong cách dùng thông thường, một ý điển là một tài liệu tra cứu liệt kê các từ được nhóm theo sự gần gũi về ngữ nghĩa (bao gồm từ đồng nghĩa và đôi khi trái nghĩa), khác với một từ điển chứa định nghĩa cho từ và thường liệt kê các mục từ theo thứ tự bảng chữ cái. Mục đích chính của tài liệu như vậy là giúp người dùng "tìm từ hoặc các từ dùng để diễn đạt một cách ăn khớp và phù hợp với ý tưởng"—dẫn lời Peter Mark Roget, kiến trúc sư của ý điển nổi tiếng nhất trong tiếng Anh.
Dù bao gồm từ đồng nghĩa, một ý điển không nên được coi là một danh sách đầu đủ các từ cho mỗi từ. Các mục từ được thiết kế  để vạch ra sự khác nhau giữa những từ hao hao và hỗ trợ việc chọn lựa một từ chính xác. Khác với từ điển, một mục ý điển không cho định nghĩa của từ.

## Lịch sử

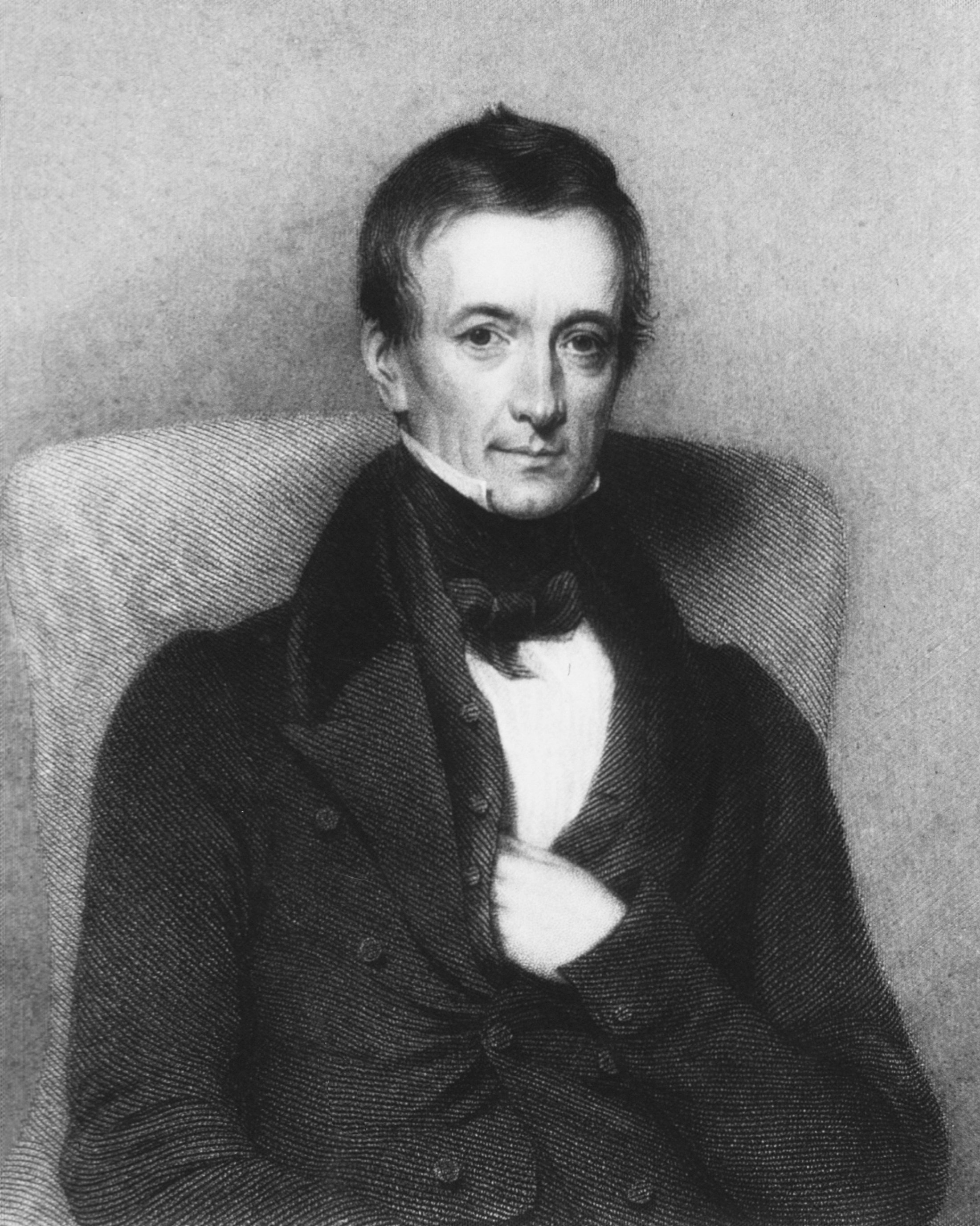
Peter Mark Roget, tác giả của ý điển đầu tiên.

Trong thời cổ đại, Philo của Byblos viết văn bản đầu tiên mà ngày nay có thể coi là một ý điển. Trong tiếng Sanskrit, Amarakosha là một ý điển dưới dạng văn vần, viết vào thế kỷ thứ 4.
Ý điển hiện đại đầu tiên là Ý điển Roget, được biên soạn năm 1805 bởi Peter Mark Roget, và xuất bản năm 1852. Từ khi bắt đầu xuất bản nó chưa bao giờ ngừng in và ngày nay vẫn được sử dụng rộng rãi khắp thế giới Anh ngữ. Các mục từ trong Ý điển Roget được liệt kê theo khái niệm thay vì thứ tự bảng chữ cái.
Roget mô tả ý điển của ông trong lời mở đầu của phiên bản đầu tiên:
Đã gần mười lăm năm từ khi tôi dự kiến một hệ thống phân loại lời nói tương tự như hệ thống dùng trong tài liệu này. Hình dung rằng một soạn phẩm như vậy có thể giúp bù đắp sự kém cỏi của bản thân, tôi đã, trong năm 1805, hoàn thành một danh mục từ ở quy mô nhỏ, nhưng theo cùng nguyên tắc và gần như cùng hình thức như tập Ý điển nay được ấn hành.

## Danh sách ý điển
- Hồ Đắc Quang (2005). Từ điển Từ và Ý Tiếng Việt. TC HCM: Nhà Xuất bản Từ điển Bách khoa.
- Thesaurus of English Words & Phrases (ed. P. Roget); ISBN 0-06-272037-6, see: Roget's Thesaurus.
- World Thesaurus (ed. C. Laird); ISBN 0-671-51983-2. This edition has been used in successive editions since 1971 by Webster's:
  - Charlton Laird (1999 (4th edition)). Webster's New World Thesaurus. Macmillan USA. tr. 894. ISBN 978-0-02-863122-6. {{Chú thích sách}}: Kiểm tra giá trị ngày tháng trong: |date= (trợ giúp)
- Oxford American Desk Thesaurus (ed. C. Lindberg); ISBN 0-19-512674-2
- Oxford Paperback Thesaurus: Fourth Edition; ISBN 978-0-19-964095-9
- Random House Word Menu by Stephen Glazier; ISBN 0-679-40030-3
- Hartrampf's Vocabularies (First published USA, June 1929. Pre ISBN.)
- Historical Thesaurus of English (HTE)
- WordNet
- Moby Thesaurus
- OpenThesaurus
- Legal Thesaurus
- The Well-Spoken Thesaurus by Tom Heehler; ISBN 978-1-4022-4305-9
- Eurovoc, multilingual, multidisciplinary thesaurus covering the activities of the EU